# Milionia flammula
Milionia flammula är en fjärilsart som beskrevs av Vollenhoven 1863. Milionia flammula ingår i släktet Milionia och familjen mätare. Inga underarter finns listade i Catalogue of Life.